# FC Emmendingen 03
Maillots
Le FC Emmendingen 03 est un club allemand de football localisé à Emmendingen dans le Bade-Wurtemberg.

## Histoire
Les racines du club remontent au FV Emmendingen fondé en 1903. En 1956, ce club fusionna avec son rival local du SV 1921 Emmendingen pour former le FC Emmendingen 03.
Dès l’année suivant sa formation, le cercle fusionné accéda à l’Amateurliga Südbaden (3e niveau). Il en termina vice-champion en 1962 et remporta la titre la saison suivante. À cette occasion le FC Emmendingen 03 échoua durant le tour final et ne parvint pas à monter à l’étage au-dessus. Par contre, il au terme du championnat 1963-1964, le cercle conquit à nouveau le titre de l’Amateurliga Südbaden puis gagna, durant le tour final, de droit de monter en Regionalliga Süd, une des cinq séries de Division 2 de l’époque.
L’expérience du FC 03 au niveau 2 fut difficile sportivement parlant. Le club n’enregistra qu’une seule victoire et termina avec une différence de buts de 31 marqués pour 158 concédés. Terminant dernier, il fut relégué.
Reve nu au niveau 3, le FC Emmendingen 03 ne sombra pas et joua encore les premiers rôles durant plusieurs saisons. Cependant, il ne dépassa plus le 3e étage de la hiérarchie du football allemand.
À la fin des années 1970, les performances du cercle se firent moins et régulières. En 1979, Emmendingen descendit au niveau 4 (Verbandsliga) puis au niveau 5 (Landesliga).
En 1985, le FC 03 remonta en Verbandsliga et quatre saisons plus tard en remporta le titre. Cela lui permit de retrouver le 3e niveau désormais appelé Oberliga Baden-Württemberg. Mais après une 16e place sur 18, le cercle redescendit après une saison.
Par la suite, malgré plusieurs tentatives, le FC Emmendingen ne dépassa plus le stade de la Verbandsliga (niveau 4 en 1990, cette ligue devint par la suite niveau 5 puis 6, au fil des restructurations appliqués par la DFB).

## Palmarès
- Champion de l’Amateurliga Südbaden: 1963, 1964, 1971.
- Champion de la Verbandsliga Südbaden: 1989.

- Vainqueur de la Südbadischer Pokal: 1966, 1986, 1988, 2003.
- Finaliste de la Südbadischer Pokal: 1971, 1998, 2000.